# Amnesiac
Albums de Radiohead
Kid A
(2000) I Might Be Wrong: Live Recordings
(2001)
Singles
1. Pyramid Song
Sortie : 16 mai 2001
2. I Might Be Wrong
Sortie : 4 juin 2001
3. Knives Out
Sortie : 6 août 2001
4. You and Whose Army?
Sortie : 2001

Amnesiac est le cinquième album du groupe Radiohead. Sorti en 2001, il a été enregistré en même temps que Kid A, album avec lequel il forme le diptyque Kid Amnesiac.

## Historique
Ce disque est globalement plus pop (Pyramid Song, Knives Out), pouvant marquer un retour au son d'OK Computer, mais prolonge également Kid A par une production électronique parfois très abstraite (Pulk/Pull Revolving Doors, Like Spinning Plates) et une influence jazzy (Life in a Glasshouse) voire blues (You and Whose Army?). Comme son prédécesseur avec Treefingers, il comporte un morceau totalement instrumental (Hunting Bears).

## Accueil critique
Amnesiac recueille dans l'ensemble de bonnes critiques, obtenant un score de 75⁄100, sur la base de 25 critiques collectées sur Metacritic.
Stephen Thomas Erlewine du site AllMusic décrit l'album comme « une version simplifiée de Kid A, avec des mouvements électronistes flagrants et une production qui sacrifie les chansons pour l'atmosphère ». Pour le journal anglais The Guardian, Amnesiac « atteint un équilibre astucieux et enrichissant entre expérimentation et contrôle qualité » et ajoute que « Radiohead a repris son rôle de groupe de rock majeur le plus intrigant et innovant au monde ».

## Liste des morceaux
| No  | Titre                                   | Durée |
| --- | --------------------------------------- | ----- |
| 1.  | Packt Like Sardines in a Crushd Tin Box | 4:00  |
| 2.  | Pyramid Song                            | 4:49  |
| 3.  | Pulk/Pull Revolving Doors               | 4:07  |
| 4.  | You and Whose Army?                     | 3:11  |
| 5.  | I Might Be Wrong                        | 4:54  |
| 6.  | Knives Out                              | 4:15  |
| 7.  | Morning Bell/Amnesiac                   | 3:14  |
| 8.  | Dollars and Cents                       | 4:52  |
| 9.  | Hunting Bears                           | 2:01  |
| 10. | Like Spinning Plates                    | 3:57  |
| 11. | Life in a Glasshouse                    | 4:34  |

## Singles
- Pyramid Song
- Knives Out